# Германско-молдавские отношения
Германско-молдавские отношения — двусторонние дипломатические отношения между Германией и Молдавией.

## История
С 1814 по 1940 год так называемые бессарабские немцы жили на территориях современной Украины и Молдавии.
14 декабря 1991 года Германия стала одной из первых стран, признавшей независимость Молдавии. 30 апреля 1992 года были установлены дипломатические отношения между Молдавией и Германией. Германия открыла посольство в Кишинёве 2 ноября 1992 года, а Молдавия открыла посольство в Бонне 28 марта 1995 года.
В мае 2006 года президент Молдавии Владимир Воронин посетил Германию, где провёл переговоры с федеральным канцлером Германии Ангелой Меркель. Ангела Меркель на встрече заявила, что Германия заинтересована в мирном и более быстром урегулировании Приднестровском конфликте при участии Европейского союза, а также добавила, что экономический аспект двустороннего германско-молдавского сотрудничества имеет огромный потенциал. В октябре 2006 года председатель Бундестага Норберт Ламмерт посетил с официальным визитом Республику Молдова.
26 июня 2008 года Бундестаг, путём голосования большинства депутатов, поддержал заявку Молдавии на вступление в Европейский союз.
Гидо Вестервелле посетил Молдову в июне 2010 года в качестве первого министра иностранных дел Германии. Канцлер совершила первый визит в Молдову 22 августа 2012 года и встретилась с премьер-министром Молдовы Владимиром Филатом в Кишинёве.

## Экономические отношения
Германия является одним из важнейших торговых партнеров Молдавии. В 2017 году Германия стала четвертым по величине импортёром молдавских товаров и пятым по величине экспортером товаров в эту страну. Германские компании осуществляют крупные прямые иностранные инвестиции в Молдавию, в частности, в автомобильную промышленность.

## Дипломатические представительства
У Германии имеется посольство в Кишинёве. Молдавия имеет посольство в Берлине, генеральное консульство во Франкфурте-на-Майне, а также почётное консульство в Гамбурге.